# Mathis Henno
Mathis Henno (ur. 25 lutego 2005) – francuski siatkarz, reprezentant Francji kadetów, juniorów i U-22, grający na pozycji przyjmującego.
Pochodzi z rodziny siatkarskiej. Ojcem Mathisa jest siatkarz Hubert Henno, który w swojej karierze grał w wielu najlepszych klubach oraz był wielokrotnym reprezentantem Francji. Jego mama Alketa, która jest Albanką, również grała w siatkówkę jak i jego starszy o 2 lata brat Hilir. Kuzyn Benjamin, także jest siatkarzem.

## Sukcesy klubowe
Puchar Francji:
- 2024[8]

## Sukcesy reprezentacyjne
Mistrzostwa Europy Kadetów:
- 2022[9]

Olimpijski Festiwal Młodzieży Europy Kadetów:
- 2023

Mistrzostwa Świata Kadetów:
- 2023[10]

Mistrzostwa Europy U-22:
- 2024[11]

Mistrzostwa Europy Juniorów:
- 2024[12]

## Nagrody indywidualne
- 2023: Najlepszy atakujący Olimpijskiego Festiwalu Młodzieży Europy Kadetów
- 2023: MVP i najlepszy przyjmujący Mistrzostw Świata Kadetów[13]
- 2024: Najlepszy przyjmujący Mistrzostw Europy U-22[14]